# Diversidad sexual en Kenia
Las personas del colectivo LGBT+ en Kenia se enfrentan a ciertos desafíos legales y sociales no experimentados por otros residentes. La criminalización de las relaciones sexuales consensuales entre personas del mismo sexo se mantuvo en las reformas del código penal en 2003, por otra parte, la diversidad sexual aun es un tema tabú en la sociedad keniana, la cual es mayormente conservadora, por lo tanto, aun persiste la violencia, la discriminación y la persecución de las personas LGBT+ en el país.

## Legislación y derechos
De acuerdo al artículo 165 del Código Penal de Kenia, es pasible de recibir una condena de cinco años de cárcel "cualquier varón que, en público o en privado, cometa cualquier acto de grave indecencia con otro varón, o induzca a otro varón a cometer cualquier acto de grave indecencia con él, o intente inducir la realización de cualquier acto similar por parte de cualquier varón con él".

## Diversidad sexual y religión
El máximo líder de la Iglesia católica en el país, Zacchaeus Okoth, ha condenado la homosexualidad por considerarla "antibíblica" y "antiafricana".